# Цветы (группа)
«Цветы» — советская и российская рок-группа, созданная в 1969 году гитаристом и автором песен Стасом Наминым.
Одна из первых отечественных групп, игравших рок-музыку на советской эстраде.
С неё, по свидетельству журнала «Итоги», «начинался весь отечественный неформат».
В 1973 году «Цветы» как студенческий ансамбль выпустили на фирме «Мелодия» гибкие пластинки, которые разошлись 7-миллионным тиражом. Группа начала свою профессиональную гастрольную деятельность в 1974 году, но в 1975 году из-за конфликта с филармонией группа распалась, а затем приказом Министерства культуры СССР была расформирована, было запрещено даже её название.
Группа восстановилась под новым именем — «Группа Стаса Намина» — лишь в 1977 году и начала гастролировать с 1978 года, в то же время оставаясь под запретом в некоторых центральных СМИ.
В период 1977—1986 группа записала песни и альбомы на фирме «Мелодия», участвовала в ряде программ ТВ СССР («Песня года», «Утренняя почта», «Голубой огонёк», в 1977—1983 гг. ежегодно попадает в хит-парад «Звуковая дорожка» газеты «Московский комсомолец», представляет СССР на польском фестивале в Сопоте (1980).
С началом Перестройки группа выехала на Запад и совершила мировое турне продолжительностью четыре года.
В 1990 году группа приостановила свою деятельность и следующие десять лет фактически не существовала.
Собравшись в 1999 году после перерыва, «Цветы» отметили своё тридцатилетие юбилейным концертом, работали в Театре музыки и драмы Стаса Намина, участвуя в постановке мюзикла «Волосы», рок-оперы «Иисус Христос — суперзвезда» и других проектах.
С 2009 года, отметив сорокалетие группы, «Цветы» снова начали активную творческую жизнь.

## История

### Основание

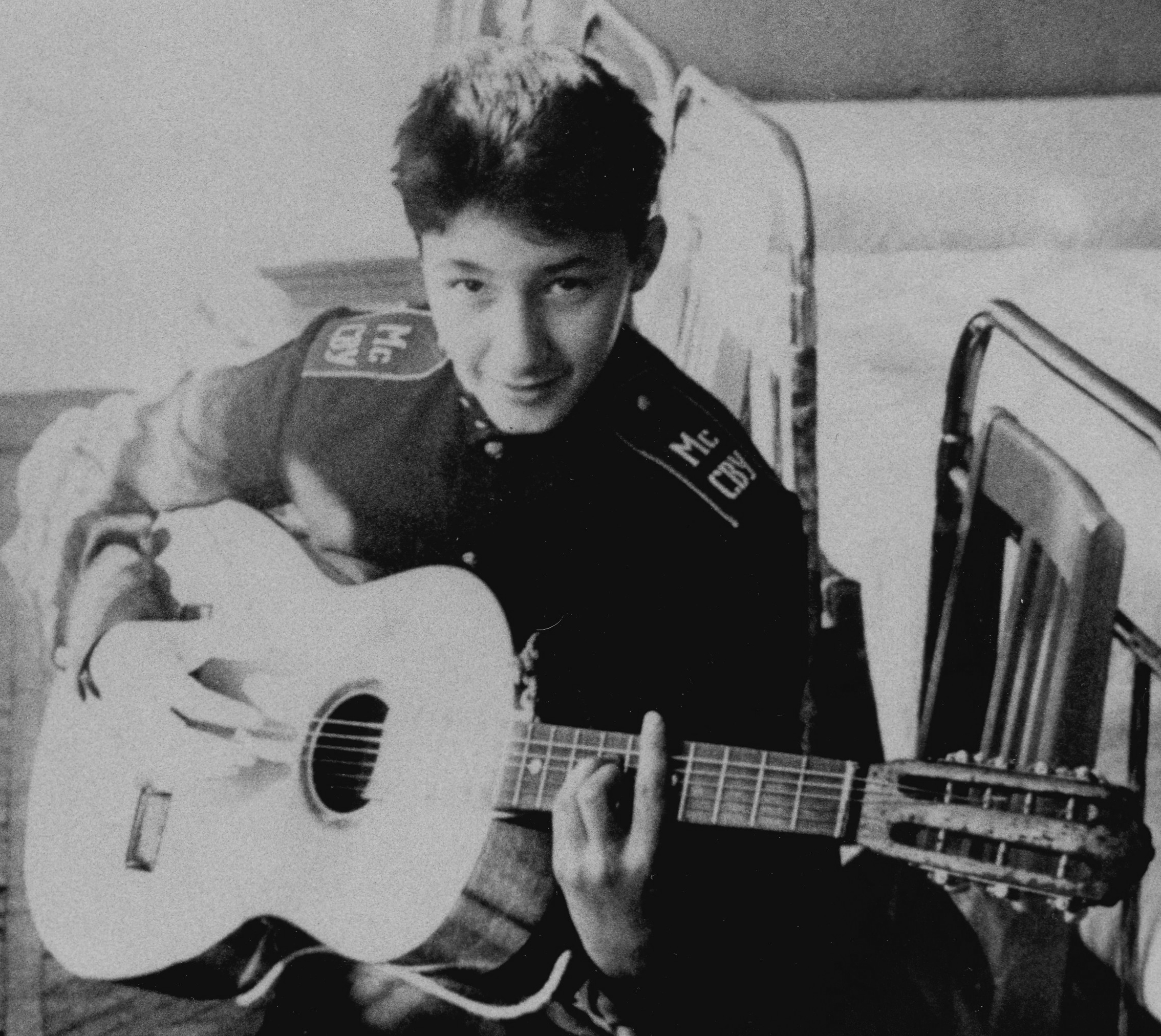
Стас Намин в Суворовском Училище — 1964 год

Группа «Цветы» была создана в Москве в 1969 году гитаристом — в то время студентом I курса Института иностранных языков им. Мориса Тореза — Стасом Наминым (Микояном).
Рано познакомившись с рок-музыкой, ещё в 1964 году, в Суворовском училище, Намин создаёт свою первую группу «Чародеи», затем в 1967 году — группу «Политбюро», а в 1969-м, поступив в Институт иностранных языков им. Мориса Тореза, становится лидер-гитаристом известной в студенческой среде инязовской группы «Блики». Ещё в середине 1960-х годов музыкальными кумирами Намина были The Beatles, Rolling Stones, Jimi Hendrix, Led Zeppelin и др. Увлечённый движением хиппи «Дети цветов» и под впечатлением легендарного рок-фестиваля «Вудсток», он создаёт и называет свою новую группу «Цветы».

### 1969—1974 годы: «Цветы»

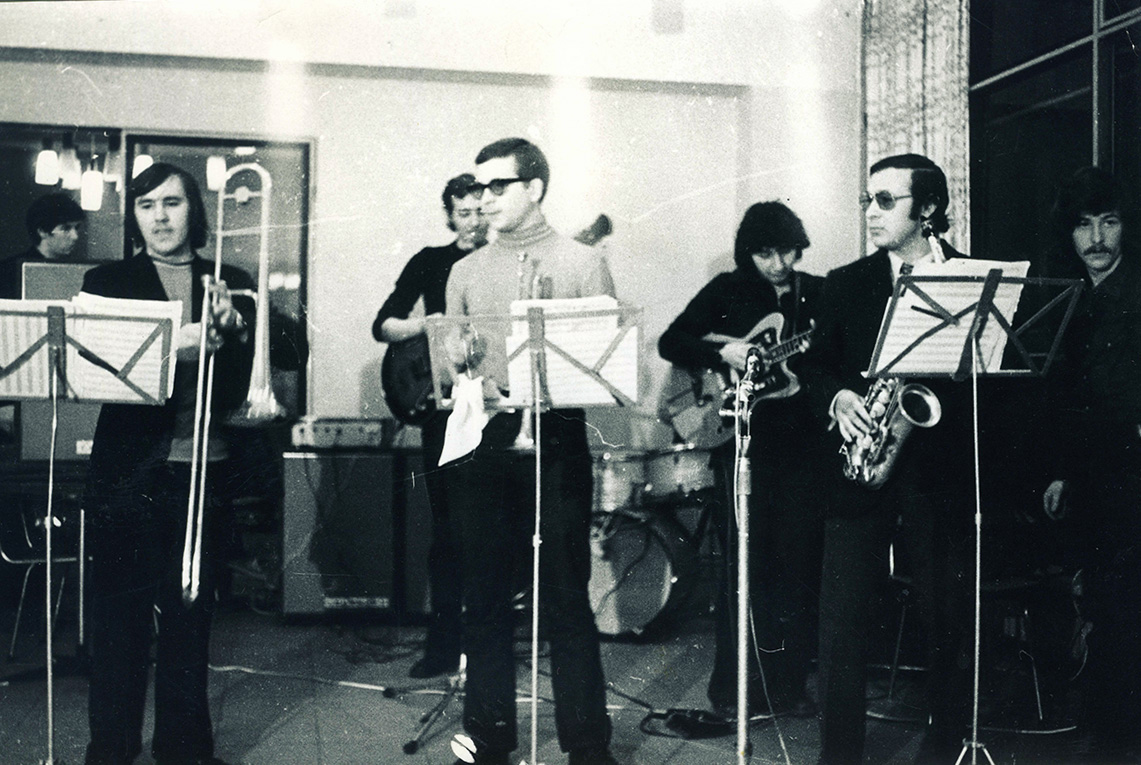
1971 г. Эксперимент с медной группой

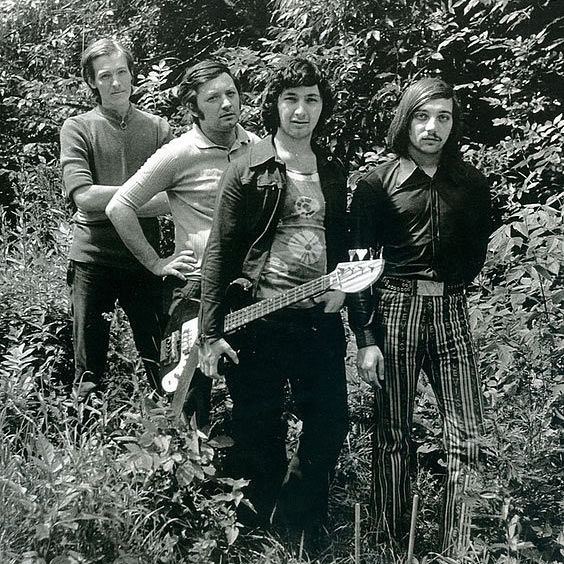
1972 г. Группа «Цветы» во время записи первой пластинки

«Цветы» выступали на студенческих и школьных вечерах и становились всё более и более популярными среди московской молодёжи. Тогда группу, как студенческий ансамбль, первый раз пригласили на телевидение.

#### Первые составы группы «Цветы»
Репертуар группы состоял из песен таких исполнителей, как Дженис Джоплин, Jefferson Airplane и других. Елена Ковалевская стала первой вокальной исполнительницей «Цветов». На ударных играл Владимир Чугреев, обучившийся этому самостоятельно. Александр Соловьёв, игравший раньше в «Красных дьяволятах» при Бауманском институте, стал клавишником группы. Его игре на электрооргане во многом обязано знаковое звучание музыки группы того периода. Сам Намин играл на соло-гитаре, бас-гитариста в постоянном составе не было. Его роль играли А. Малашенков (группа «Блики») и бас-гитарист из группы «Вагабундос».

#### Эксперимент сдуховой группой[14]
С переводом Намина в МГУ, «Цветы» также стали числиться группой университета. Тогда в ней остались Намин, Александр Лосев, Владимир Чугреев и Алик Микоян — двоюродный брат Намина, который раньше играл со Стасом в «Политбюро». Потом вместо него в группу пришёл пианист Игорь Саульский, который раньше играл в группах «Скоморохи» и «Машина времени».
В 1971 году к группе «Цветы» присоединился Александр Чиненков (труба), Владимир Нилов (тромбон) и Владимир Окольздаев (саксофон). Группа выступала в восьмой столовой МГУ и на других рок-вечерах. Позже, по инициативе Игоря Саульского, в «Цветы» пришёл ещё один саксофонист — Алексей Козлов. Несмотря на то, что он был уже известным джазовым музыкантом, он играл также и рок, при этом, как и Саульский, имел музыкальное образование и писал аранжировки. Тогда же к группе присоединился барабанщик — младший Заседателев. Репетиции «Цветов» проходили в ДК Энергетиков, куда Намин привёл группу ещё в конце 1960-х годов. Они выступали на разных джем-сейшнах, а в их репертуаре были песни таких групп, как Blood, Sweat & Tears и Chicago. Последний раз этим составом группа выступила в Доме архитектора.
Затем Намин решил возвратиться к классическому року и играть втроём, исключив из состава группы «духовую секцию». Тогда он пригласил на барабаны Юрия Фокина. А «медная группа» и Заседателев стали первым составом созданного Алексеем Козловым нового ансамбля «Арсенал».

#### 1972—1975
Первый миньон «Цветов», записанный на фирме «Мелодия» в 1972 году вместе с пластинками других самодеятельных студенческих ансамблей и выпущенный в 1973 году, неожиданно разошёлся 7-миллионным тиражом. В него вошли песни «Звёздочка моя ясная», «Есть глаза у цветов» и «Не надо». В 1973 году на «Мелодии» была записана и в 1974 году выпущена таким же значительным тиражом вторая пластинка «Цветов» с песнями «Честно говоря», «Колыбельная», «Ты и я», «Больше жизни». В записи участвовал молодой альтист из Львова Юрий Башмет, тогда ещё студент Московской Консерватории. В 1974 году «Цветы» начали профессиональную гастрольную деятельность по стране, выступая от Московской областной филармонии как ВИА «Цветы». Филармония зарабатывала на «Цветах», организовывая постоянные гастроли по три концерта в день на стадионах и во дворцах спорта. В 1975 году из-за непосильной работы, делавшей невозможным какое-либо творчество, начался конфликт между музыкантами и администрацией. Филармония пыталась отобрать название у музыкантов, и группа фактически распалась.
В то время «Цветы» сравнивали с «Beatles», но, несмотря на это, а может быть именно поэтому, в том же 1975 году, Министерство культуры запретило группу и даже само название как «пропаганду западной идеологии и идей хиппи».

### 1976—1980 годы: «Группа Стаса Намина»

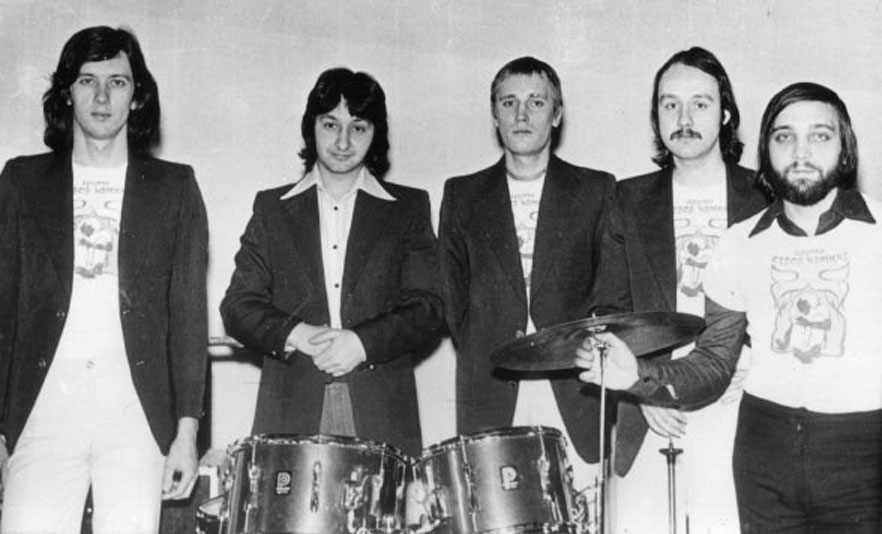
1977 г. Слева направо: К. Никольский, С. Намин, В. Сахаров, А. Микоян, Ю. Фокин.

В конце 1976 года Намину вновь удалось собрать группу, и «Цветы» возобновили деятельность, но уже без запрещённого названия, а просто как «Группа Стаса Намина». На «Мелодии» начали опять эпизодически выходить новые песни группы: «Старый рояль», «Рано прощаться», «Летний вечер» и др, попадавшие в хит-парад «Звуковая дорожка» газеты «Московский комсомолец», в 1977 — «Старый рояль», в 1978 — «Рано прощаться», в 1979 и 1980 — «Летний вечер».

### 1980—1985 годы: Появление в СМИ и снова запреты

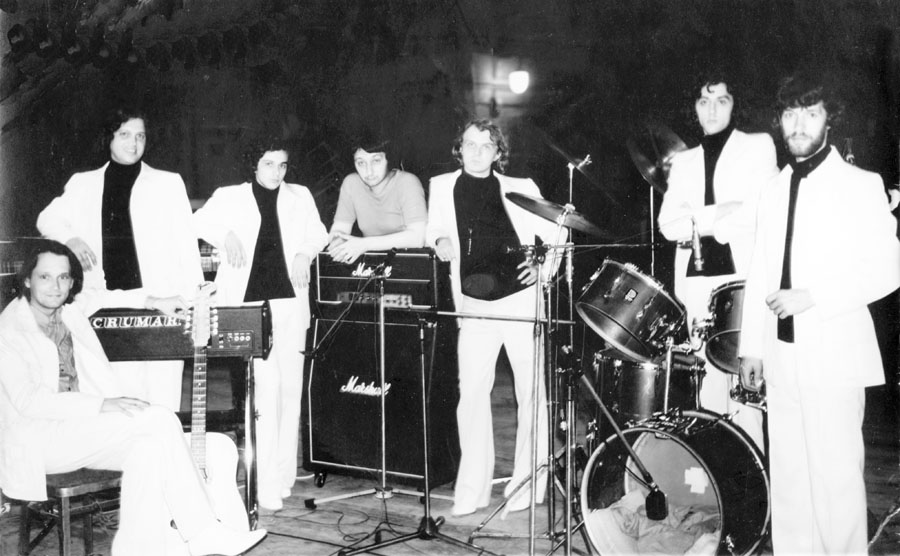
1980 г. Состав группы «Цветы», записавший альбом «Гимн Солнцу». Слева направо: А. Слизунов, А. Фёдоров, И. Саруханов, С. Намин, В. Живетьев, М. Файнзильберг, В. Васильев.

В 1979—1980 годах в связи с Олимпиадой группе удалось впервые за 10 лет выпустить сольный альбом «Гимн солнцу» (с песнями «После дождя», «Богатырская сила», «Скажи мне да» и др.), сняться в фильме «Фантазия на тему любви» и появиться на телевидении. Группа записала на фирме «Мелодия» два экспериментальных диска, по стилю не похожих на ранние «Цветы»: танцевальный альбом «Регги-Диско-Рок» (1982, с песней в стиле регги «Я найду») и альбом на французском языке в стиле симфо-джаз «Сюрприз для месье Леграна» (1983). 21 августа 1980 группа представляет СССР и фирму «Мелодия» на конкурсе фирм грамзаписи «Янтарный соловей» польского фестиваля в Сопоте, совместно с певицей Мирдзой Зивере. В декабре 1980 группа участвовала в финале фестивале Песня-80 с двумя песням (из всех участников в финале по две песни исполнили лишь четыре исполнителя).
В 1981 году, сразу после выступления «Цветов» на фестивале в Ереване, вышел их сингл с хитом «Юрмала». Но после восторженной статьи в журнале Time они опять попали в опалу, став мишенью непосредственно Комитета государственной безопасности, продолжая тем не менее записывать свои альбомы. Все написанные Наминым новые песни на стихи Е. Евтушенко, А. Вознесенского, А. Битова, Д. Самойлова и других серьёзных поэтов запрещаются не только в СМИ и на «Мелодии», но и даже для исполнения в концертах. Запрет группы распространился даже на позитивную песню Намина «Мы желаем счастья вам», написанную в начале 1982 года, тем не менее уже в конце 1983 группа была приглашена на запись новогоднего «Голубого огонька», в котором песня дважды прозвучала в новогоднюю ночь 1983 / 1984 гг. на Центральном телевидении, второй раз в качестве финальной заставки.
В 1983 году Намин поступает на Высшие сценарные режиссёрские курсы и снимает группе видеоклип на песню «Старый Новый год» (стихи А. Вознесенского). Клип даже не дошёл до худсовета и впервые попал в эфир только в 1986 году в США на MTV.
В 1985 году группа выступила на прошедшем в Москве «Фестивале молодёжи и студентов». В дни фестиваля «Группе Стаса Намина» удалось также записать и свой новый двойной альбом с участием их друзей по фестивалю — зарубежных музыкантов. Реакцией на успех группы на фестивале стало постановление коллегии Министерства культуры, в котором «Цветы» были обвинены в «пропаганде Пентагона» и в «несанкционированных контактах с иностранцами». Однако в 1985 году альбом «Мы желаем счастья вам!» был записан на Всесоюзной студии грамзаписи и выпущен в 1986 фирмой «Мелодия». Летом 1985 группа участвовала в программе «Утренняя почта» ТВ СССР, посвящённой встрече студенток факультета журналистики МГУ.

### 1986—1990 годы: Свободная жизнь. Мировое турне

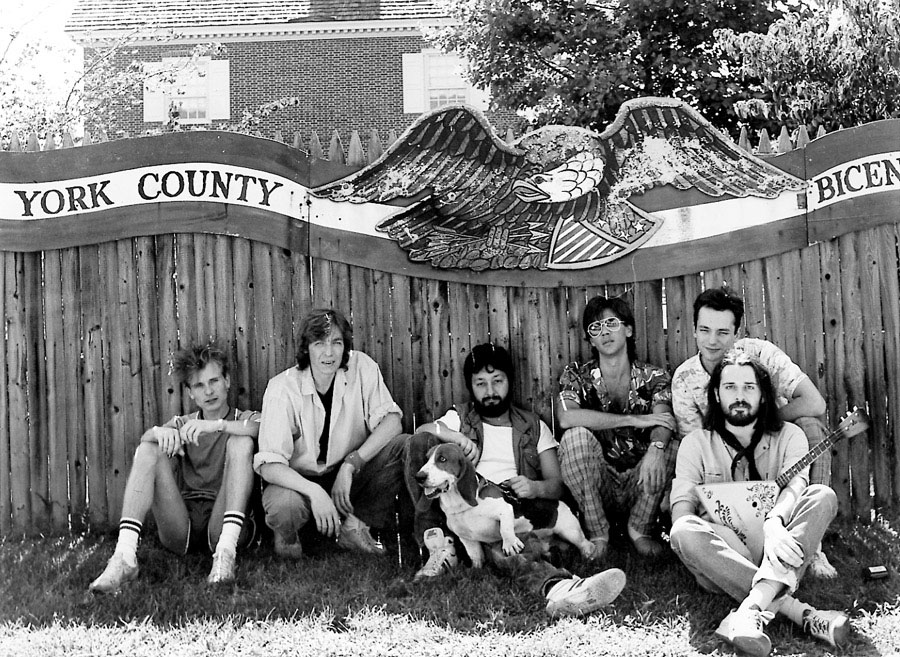
1986 г. Гастроли по США. Начало мирового турне. Слева направо: А. Малинин, А. Лосев, С. Намин, Юрий Горьков, А. Солич, С. Воронов.

В 1986 году благодаря веяниям нового времени, связанным с приходом Михаила Горбачёва к власти, удалось осуществить совместный проект Стаса Намина и Дэвида Вулкомба (США) — мюзикл «Дитя Мира» с участием группы и, после продолжительных баталий с Министерством культуры, «Группа Стаса Намина» смогла вырваться из-за «железного занавеса» и выехать в 45-дневный тур по США и Канаде.
Реклама «Группы Стаса Намина» в США была организована на общенациональном уровне в крупнейших СМИ, и скандал из-за отмены тура мог бы плохо отразиться на имидже начинающейся перестройки. В сентябре 1986 года группа осуществила гастроли по 14 городам Соединённых Штатов и Канады. Концерты проходили в крупнейших залах страны исключительно для американской аудитории.
7 ноября 1986 группа участвовала в «Голубом огоньке» посвящённом 69-й годовщине Октябрьской революции «Встречи в праздничный вечер» на центральном телевидении СССР.
Сразу после этого в декабре 1986 года по приглашению Питера Гэбриела группа смогла вылететь в Японию на рок-фестиваль «Japan Aid 1st». В официальную видеокассету, посвящённую этому фестивалю, вошла песня «Imagine» в исполнении гитариста «Цветов» Сергея Воронова.
Затем в течение нескольких лет группа свободно гастролировала по Европе, Африке, Австралии, Южной и Северной Америке, Японии и многим другим странам, за четыре года совершив мировое турне.
Ещё во время тура по США Намин задумал создать новый проект — группу, которая будет сделана специально на экспорт и будет петь на английском языке. Тогда же в сентябре он придумал название будущей группы — «Парк Горького». Вернувшись в Москву, он обратился к дизайнеру Павлу Шегеряну, и они вместе разработали логотип по первым буквам английского названия «Gorky Park» — GP в виде серпа и молота.
Намин стал думать о том, каких музыкантов взять в свой новый проект. В то время продюсерского центра Стаса Намина ещё не существовало, поэтому первыми кандидатами в состав будущего «Парка Горького» стали музыканты группы «Цветы», которых он хорошо знал.
Чуть позже, когда Центр Стаса Намина стал юридическим лицом, Намин взял в аренду весь Зелёный театр. Центр дал крышу и помогал развиваться не только молодым, запрещённым в то время рок-музыкантам, но и молодым поэтам, художникам, дизайнерам — всем тем, кто был не принят советским режимом. Музыканты использовали репетиционное, звукозаписывающее оборудование и инструменты, которыми пользовалась Группа Стаса Намина «Цветы».
Всего в Центре постепенно собрались около пятидесяти коллективов. Сама Группа Стаса Намина тоже превратилась в своеобразную творческую лабораторию, в которую входили три группы:
- сама Группа Стаса Намина «Цветы»: Александр Лосев (вокал), Александр Солич (бас-гитара, рояль, гитара), Юрий Горьков (бас-гитара, вокал), Влад Петровский (клавишные), Александр Яненков (гитара), Александр Крюков (ударные), Александр Львов (звукорежиссёр);[51]
- «Лига блюза», которую Намин специально воссоздал для работавших в «Цветах» Сергея Воронова и Николая Арутюнова. Под этим названием они начинали в 1979 году, поэтому Намин предложил им восстановить старое название. Впоследствии они разделились на собственно «Лигу блюза» (в ней остался Николай Арутюнов) и «Кроссроудс» (лидером стал Сергей Воронов);
- «Парк Горького», в которую вошли Николай Носков (вокал), Алексей Белов (соло-гитара), Александр Миньков (бас-гитара), Александр Яненков (гитара), Александр Львов (ударные).

«Стас собрал группу, назвал „Парк Горького“. Это было 25 лет назад. Мне сложно вспоминать сам процесс. Мы стали репетировать с „Лигой блюза“. Он все силы крепил, как я понял, на группе „Парк Горького“, стал как-то на них больше времени тратить… Группа Стаса Намина как-то растеклась по трём группам сразу: „Лига блюза“ с Вороновым и Арутюновым, „Парк Горького“ с Носковым, Маршалом и Беловым и „Цветы“ с Лосевым, Петровским, Горьковым и др. …» — Александр Солич.
Все эти музыканты официально числились в Группе Стаса Намина, но реально и «Лига блюза», и «Парк Горького» только репетировали и работали в студии, а выступала с концертами только Группа Стаса Намина «Цветы». Таким образом, некоторые музыканты «Лиги блюза» и «Парка Горького» ещё долго ездили на гастроли с «Цветами».
«В результате они попали к нам двое, Носков, Белов, Стас взял их в свой новый проект „Парк Горького“, и практически они работали у нас. Числились с трудовыми книжками в группе Стаса Намина….. И Стас сделал параллельно с группой Стаса Намина отдельный сольный проект, где несколько другая музыка игралась. То есть группа Стаса Намина играет такую традиционную музыку, грубо говоря, а „Парк Горького“ играли современный хард-рок». — Владислав Петровский.
Стас объявил музыкантам, что собирается остановить деятельность группы Стаса Намина «Цветы» сразу же по окончании мирового турне в 1990 году и полностью переключиться на «Парк Горького». Поэтому музыкантам, не вошедшим в «Парк Горького» и «Лигу Блюза», Намин помогал готовить сольные проекты: Солич вошёл в группу «Моральный кодекс»; Александр Малинин, пользуясь связями, появившимися в ходе американского турне с «Цветами», ещё долго ездил в США на записи и выступления, успешно выступил в Юрмале и сделал успешную сольную карьеру и т. д.
«Когда мы уже всерьез появились в Москве для работы в Центре в конце лета 1988 года, то студия тоже продолжала работать, и „Парк Горького“ очень так это мощно и настойчиво репетировала. Нам тоже выделили помещение. В Центре было огромное количество групп — все репетировали, у всех было свое время, и порой это напоминало такую сказку, то ли фантасмагорию, то есть это кто как воспринимает это. И сейчас, по прошествии лет, конечно, я понимаю, что это действительно было волшебство и сказка, чтобы столько много музыкантов общались, учились друг у друга, подсказывали друг другу, ходили на концерты, делились струнами — все это было в Центре Стаса Намина». — Дмитрий Ревякин.
Фактически Группа Стаса Намина «Цветы» в конце своего двадцатилетнего периода активной деятельности помогла большому количеству молодых и талантливых музыкантов и ансамблей, а на основе группы «Цветы» создались группы «Парк Горького» и «Лига блюза», а также музыканты «Цветов» вошли в составы «Морального кодекса» (Александр Солич), «ДДТ» (Никита Зайцев), «Звуки Му» (Александр Александров — фагот) и др. После мирового турне в 1990 году Намин остановил деятельность группы «Цветы».

### 1990—1999 годы: Десятилетний перерыв
В конце 1989 года, после мирового турне, Намин приостановил деятельность группы и до 1999 года группа практически не существовала. Музыканты «Цветов» занялись сольными карьерами, а Намин занимался другими проектами. За это время он собрал «Цветы» только один раз: в 1996 году для политического рок-тура по стране «В поддержку свободной России». Но это был не полный состав «Цветов», а несколько музыкантов из бывших составов и сессионные музыканты, приглашённые Наминым для этой акции.

### 1999—2008 годы: Восстановление группы

#### 2001 год: Юбилейный концерт — «Цветы 30 лет»
В 1999 году, после десятилетнего перерыва, Стас Намин опять собрал «Цветы».
В 2001 году (с опозданием на два года) «Цветы» сыграли свой юбилейный концерт в честь 30-летия, в котором участвовали музыканты, ранее работавшие в группе: К. Никольский, И. Саруханов, В. Петровский, В. Васильев, В. Живетьев и др., так и друзья группы — звёзды русского рока: группы «Машина Времени», «Воскресенье», «ДДТ», Дмитрий Ревякин, Александр Градский, Николай Носков и другие.

#### Работа в Театре музыки и драмы
Но и после этого концерта группа не вернулась в большой шоу-бизнес, почти не гастролировала и не давала концертов. «Цветы» работали в Московском театре музыки и драмы, созданном Стасом Наминым в том же 1999 году, участвовали в создании мюзикла «Волосы», рок-оперы «Иисус Христос — суперзвезда» и других спектаклей.
В начале 2000-х годов «Цветы» записали этнический альбом старинных русских деревенских песен с Сергеем Старостиным и выступили на этнических фестивалях в США и Германии.
И если первые двадцать лет состав музыкантов в «Цветах» постоянно менялся, то собравшись заново после перерыва, состав стал постоянным: Олег Предтеченский (вокал, гитара), Юрий Вильнин (соло-гитара), Валерий Диордица (клавиши, вокал), Алан Асламазов (клавиши, вокал), Александр Грецинин (бас-гитара, вокал). На ударных инструментах в «Цветах» играют сессионные музыканты.

### 2009—2013 годы: Современный период

#### 2009 год: альбом «Назад в СССР»

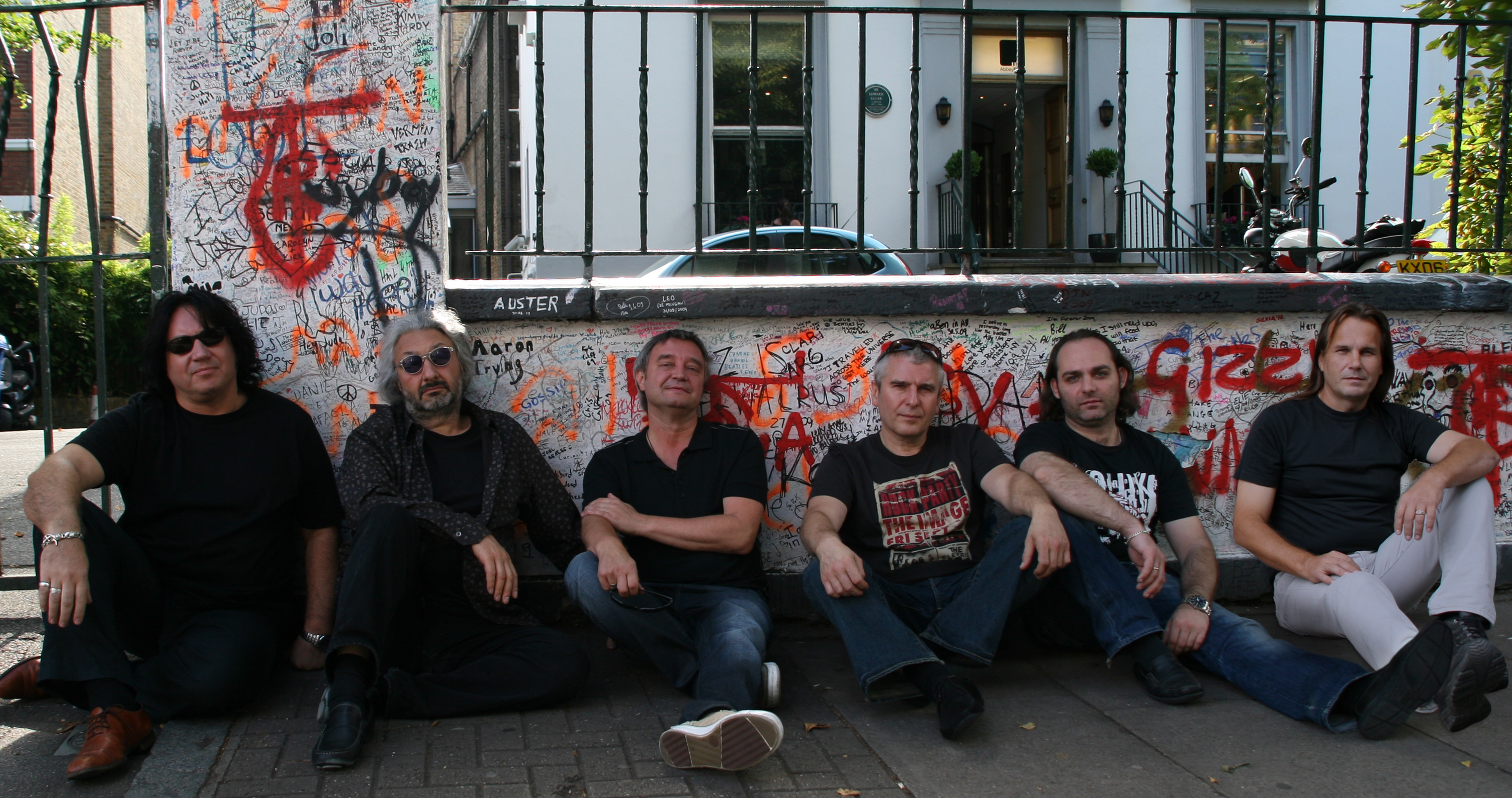
2009 г. «Цветы» у входа в Abbey Road. Слева направо: А. Грецинин, С. Намин, В. Диордица, Ю. Вильнин, А. Асламазов, О. Предтеченский

В 2009 году, к своему 40-летию, «Цветы» записали двойной альбом «Назад в СССР», в который вошли все их песни периода 1970-х — 24 лучшие песни, написанные в период с 1969 по 1983 год; большинство записанных песен — известные хиты, а некоторые записаны впервые. Запись альбома проходила в Лондоне на легендарной студии «Abbey Road». В альбоме «Назад в СССР», помимо музыкантов «Цветов», участвуют приглашённые музыканты, а также музыканты из ранних составов и даже те, которых уже нет, представлены в альбоме своими песнями и семплами, перенесёнными из старых записей.

#### 2010 год: Юбилейный концерт — «Цветы — 40 лет»
6 марта 2010 года «Цветы» отметили своё 40-летие в Москве в концертном зале «Крокус Сити Холл». В юбилейном концерте «Цветов» приняли участие музыканты ранних составов группы: Юрий Фокин, Константин Никольский, Владимир Чугреев, Александр Слизунов, Владимир Семёнов, Владислав Петровский и др., друзья группы: Андрей Макаревич, Юрий Шевчук, Гарик Сукачёв, Николай Носков, Александр Маршал, Дмитрий Ревякин, Юлия Чичерина, Евгений Хавтан, Людмила Гурченко, Оскар Фельцман и др., а также хор Детского театра эстрады, камерный оркестр «Солисты Москвы» под управлением Юрия Башмета, ансамбль солистов Театра Стаса Намина, представители разных религиозных конфессий и этнические музыканты из разных стран.
Этот концерт обобщил и подытожил всю творческую деятельность группы за сорок лет и, в каком-то смысле, освободил музыкантов от того образа, который сложился за эти годы, дав свободу дальнейшего развития.

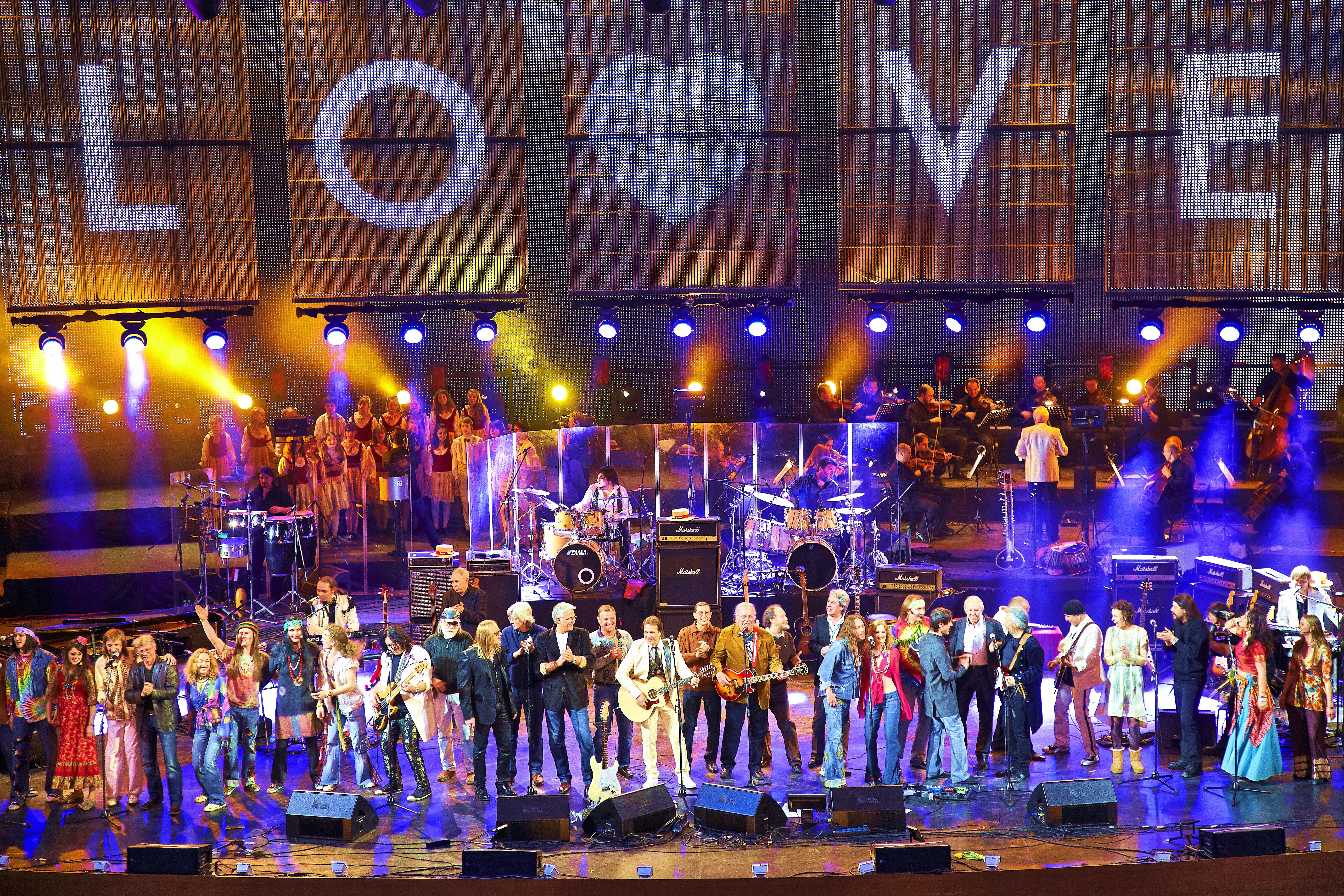
2010 г. Финал юбилейного концерта Цветы 40 лет. Москва, Крокус Сити Холл

После этого юбилейного концерта выпущен на DVD концертный альбом «Цветы-40».

#### 2011 год: альбом «Распахни своё окно»
Спустя тридцать лет после выхода первого и фактически последнего авторского альбома «Гимн Солнцу» (1980 год), на лондонской студии «Abbey Road» группа записала новый альбом «Распахни своё окно».
В пластинку вошли 15 ранее написанных преимущественно в 1980-е годы, но не опубликованных из-за цензуры, песен на стихи поэтов-шестидесятников, а также две новые композиции Намина — «Гимн героям нашего времени» и «Распахни своё окно».

## 2012 год: Новая концертная программа, альбомы «Homo Sapiens» и «Flower Power»
В ноябре 2012 года новую концертную программу «Цветы» представили в Crocus City Hall..
В первой половине трёхчасового концерта группа сыграла свою новую программу под названием «Homo Sapiens»,
во второй — были представлены современные ремейки известных хитов группы вместе с гостями: группами «Машина времени», «Воскресение», «Калинов мост», «Звуки Му», Zdob si Zdub, «Моральный Кодекс», и музыкантами работавшими с группой ранее (Алексеем Козловым («Арсенал»), Андреем Сапуновым («Воскресение»), Александром Соличем («Моральный кодекс»), а также Академическим хором и ансамблем Российской Армии им. Александрова, балетом «Тодес», квартетом им. Глинки и др.).

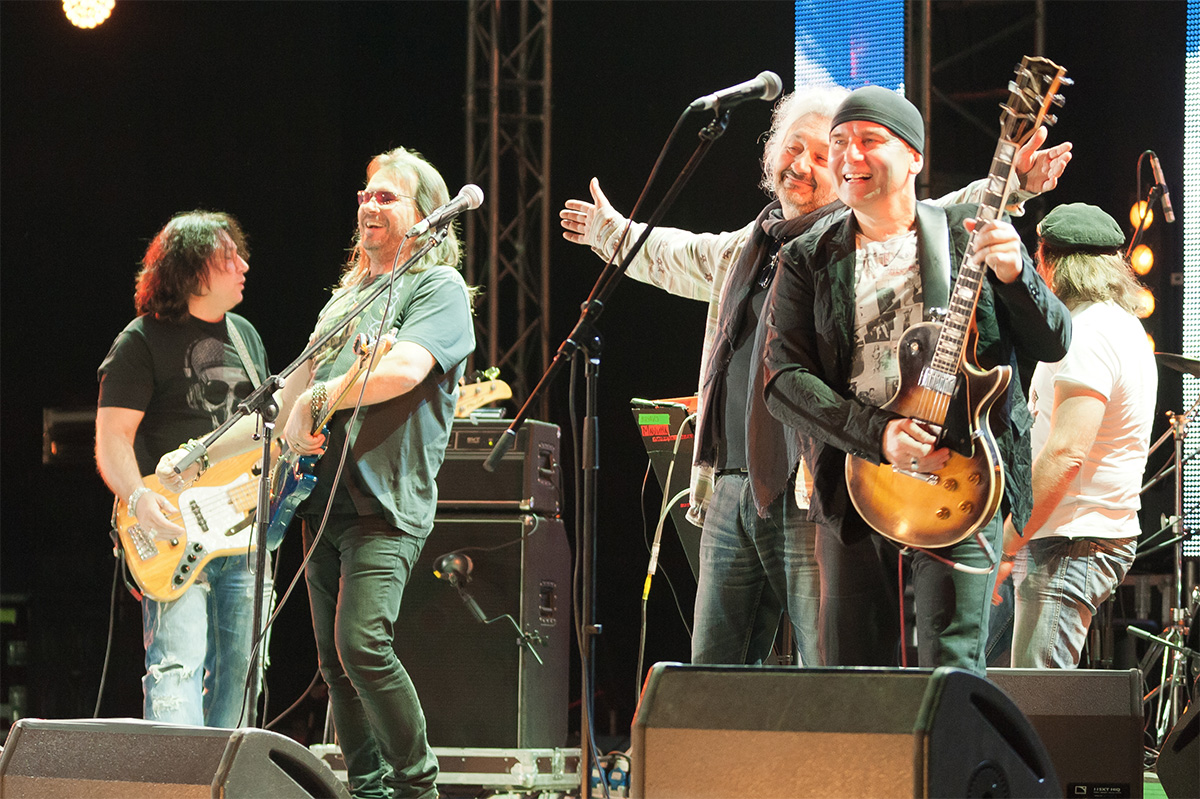
Сентябрь 2012 г. Группа «Цветы» на фестивале «Легенды российского рока» в Зелёном театре Парка Горького. 25 лет SNC.

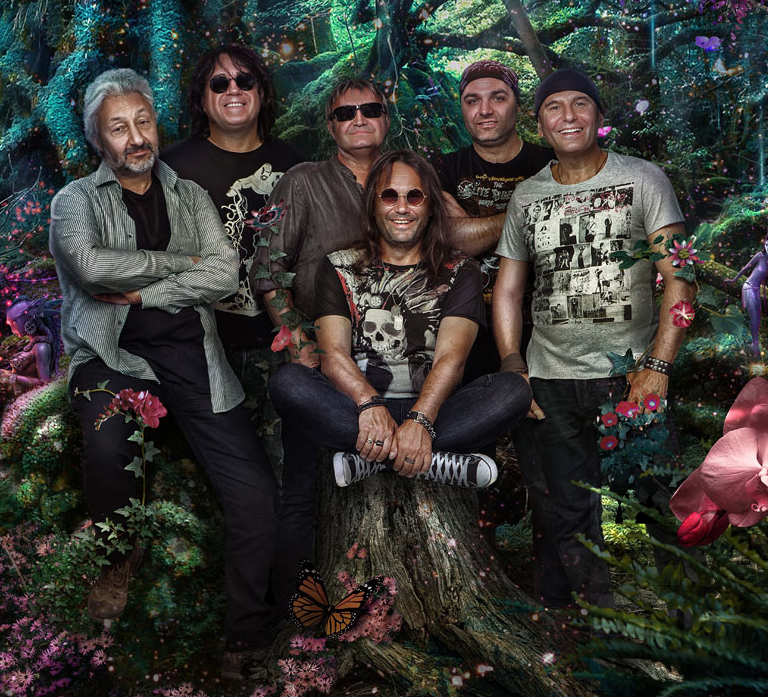
Сентябрь 2013 г. Новый репертуар группы, выпущен на двух концертных альбомах — Homo sapiens/Человек разумный и Flower power/Власть цветов

В 2012 году в концертном зале «Крокус» состоялся ещё один большой концерт группы, который также был выпущен на двух DVD — «Человек разумный» и «Власть цветов».

#### 2014 год: Юбилейный тур «Цветы — 45» и московские концерты

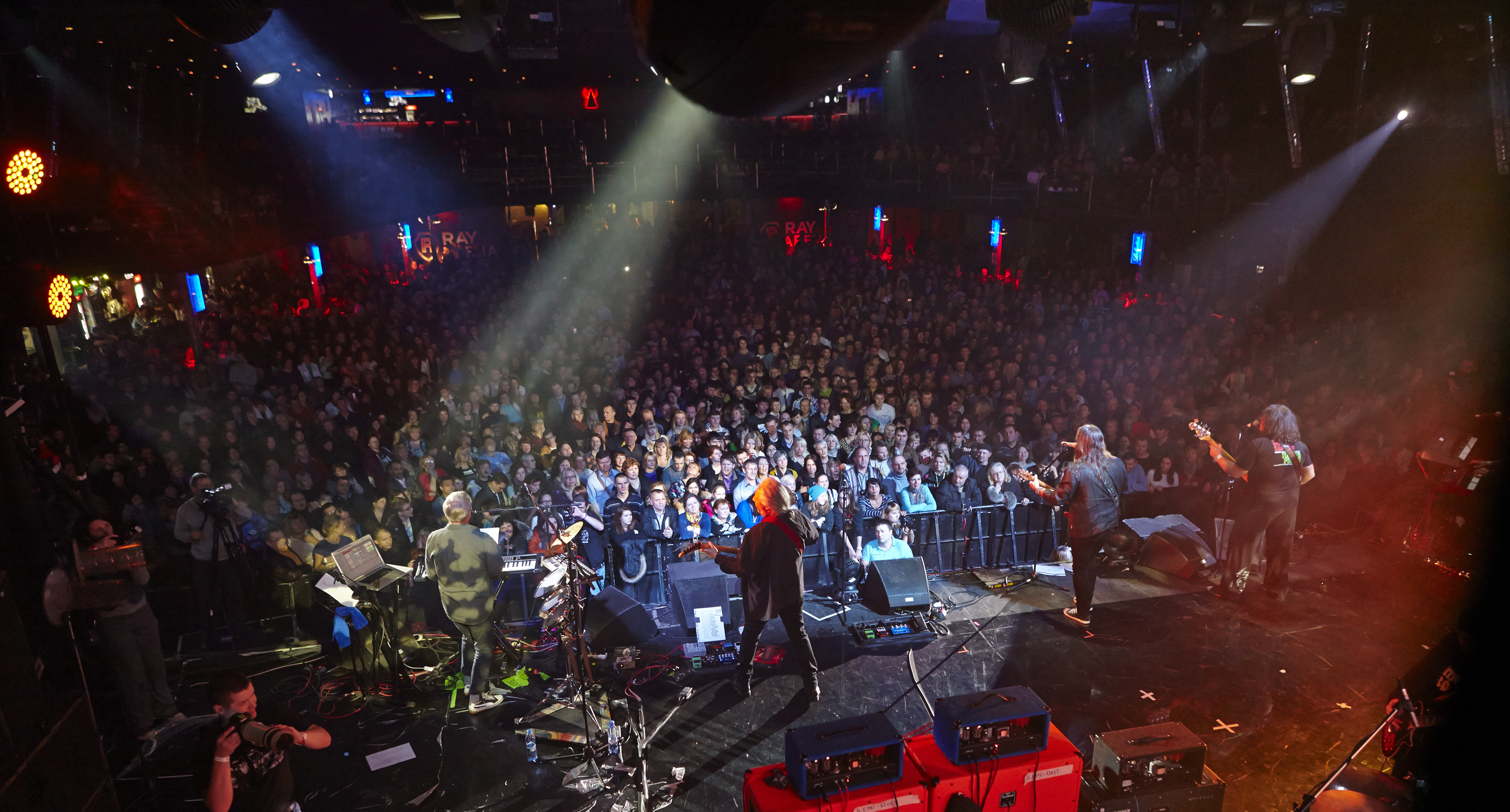
Пир во время чумы или Наливай (Стас Намин). Написана в октябре 2014 года. Этой песней Цветы открыли московский концерт 14 ноября 2014 года в зале Arena Moscow в рамках мирового турне Цветы-45

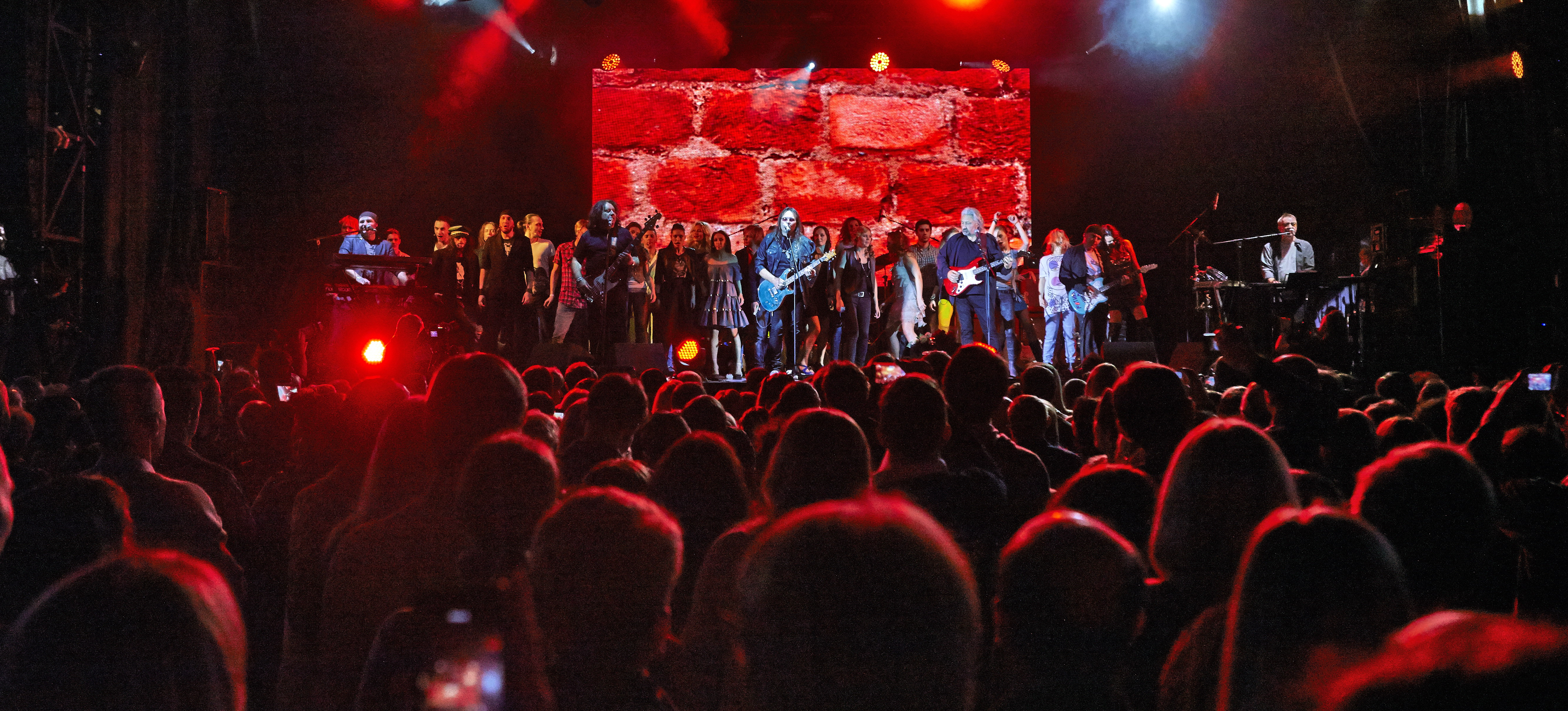
Ещё один кирпич в стене (Роджер Уотерс). Была исполнена группой Цветы на концерте 14 ноября 2012 году в Crocus City Hall (Москва) с участием специальных гостей

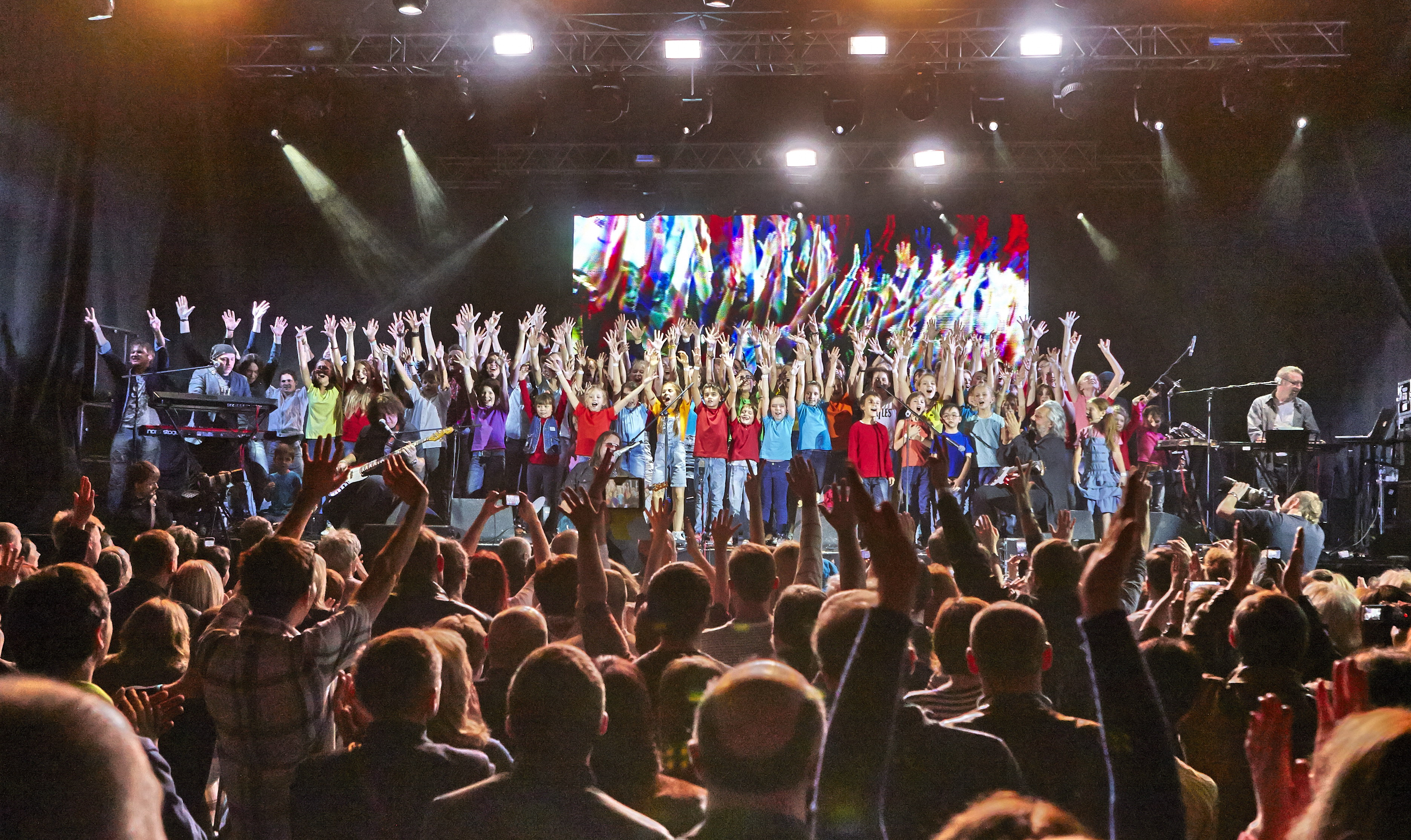
Дайте миру шанс (Джон Леннон. Русский текст — Стас Намин). Идея русской версии песни и исполнения её вместе с детским хором на русском, украинском и английском языках появилась буквально за несколько дней до московского концерта группы 14 ноября 2014 года

В 2014 году состоялась первая часть тура «Цветов», а на следующий год была запланирована вторая часть и мировое турне.
В своё 45-летие, 14 ноября 2014 года, группа провела концерт в зале «Arena Moscow».
Помимо ранних хитов и песен, написанных группой в последние годы, «Цветы» представили несколько новых композиций.:
- песня Стаса Намина «Пир во время чумы» (или «Наливай»);
- песня Чеслава Немена «Этот странный мир»;
- песня Джона Леннона «Дайте миру шанс» (англ. Give Peace a Chance), написанная в 1969 году против войны во Вьетнаме и ставшая всемирным антивоенным гимном. Йоко Оно передала «Цветам» права на исполнение этой песни во всем мире, и она вошла в документальный фильм Джима Брауна «Free to Rock» о влиянии рок-музыки на мировую политику[68].

Вышел сингл «Жить без тебя» (3 песни) и сингл «Дай миру шанс» с тремя новыми песнями из концерта в Арене.

## Состав

### Действующий состав
- Стас Намин — соло-гитара, вокал (с 1969 года)
- Олег Предтеченский — вокал, гитара (с 1999 года)
- Юрий Вильнин — соло-гитара (с 1999 года)
- Александр Грецинин — бас-гитара, вокал (с 1999 года)
- Валерий Диордица — клавиши, вокал (с 1999 года)
- Андрей Шатуновский — ударные инструменты (сессионный барабанщик, работает в «Цветах» с декабря 2011)

### Музыканты прошлых составов 1969—2016
- Александр Соловьёв — клавишные (1969)
- Владимир Чугреев — барабаны (1969—1970)
- Елена Ковалевская — вокал (1969—1970)
- Александр Лосев — бас-гитара, вокал (1971—1974, 1981—1989)
- Владимир Долгов[72] — гитара, вокал (1987—1990, 1996)
- Игорь Саульский — клавишные (1971)
- Алексей Козлов — саксофон (1971)
- Александр Микоян — гитара (1971—1978)
- Юрий Фокин — барабаны (1971—1978)
- Сергей Дьячков — клавишные, вокал (1972—1973)
- Александр Слизунов — клавишные, вокал (1974—1980)
- Константин Никольский — гитара, вокал (1974—1978)
- Сергей Дюжиков — гитара, вокал (1974—1984, умер в 2024)
- Владислав Петровский — аранжировка, клавишные (1976—1989)
- Владимир Сахаров — бас-гитара, вокал (1976—1978)
- Владимир Васильков — барабаны (1978—1984)
- Андрей Сапунов — вокалист (1978—1979)
- Валерий Живетьев — вокалист (1978—1981)
- Александр Пищиков — саксофон (1978 −1980)
- Арзу Гусейнов — труба (1978—1979)
- Игорь Саруханов — гитара, вокал (1978−1981)
- Владимир Васильев — бас-гитара, вокал (1978—1981)
- Михаил Файнзильберг — барабаны (1978—1981)
- Камиль Бекселеев — бас-гитара, вокал (1978—1979)
- Александр Фёдоров — вокал (1979—1981)
- Юрий Горьков — бас-гитара, вокал (1981—1988)
- Александр Крюков — барабаны (1981—1987)
- Никита Зайцев — гитара, скрипка (1981—1982)
- Владимир Белоусов — музыкальный руководитель, аранжировка, клавишные (1982—1986)
- Александр Солич — бас-гитара, клавишные (1983—1988)
- Александр Выгузов (Малинин) — акустическая гитара, вокал (1983—1987)
- Александр Миньков (Маршал) — бас-гитара, вокал (1983—1987)
- Сергей Воронов — гитара, вокал (1986—1988)
- Сергей Григорян — барабаны (1986—1990)
- Наталья Шатеева — бэк-вокал [57](2000—2010)
- Ян Яненков — гитара (1983—1987)
- Олег Лицкевич — вокал (2001—2008)
- Алан Асламазов — клавишные, саксофон, вокал (2003—2016)

### Эпизодическое участие в записях и концертах
- Сергей Грачёв — вокал (1974—1975)
- Александр Чиненков — труба (1970—1971)
- Владимир Нилов — тромбон (1970—1971)
- Владимир Окольздаев — саксофон (1970—1971)
- Сергей Кавагоэ — барабаны (1970—1972)
- Юрий Генбачев — барабаны (1970—1973)
- Владимир Заседателев — барабаны (1970—1974)
- Анатолий Алёшин — вокал (1972—1973)
- Алексей Полисский — бас-гитара (1974)
- Владимир Семёнов — акустическая гитара (1972—1973)
- Мира Коробкова — вокал (1972)
- Ольга Данилович — вокал (1972)
- Татьяна Воронцова — вокал (1974)
- Нина Палицина — вокал (1974)
- Владимир Васильков — барабаны (1978—1979 и 1982—1984)
- Вадим Маликов — вокал (1978—1980)
- Николай Румянцев — вокал (1978—1984)
- Игорь Мялик — гитара (1978)
- Анатолий Абрамов — барабаны (1982—1984)
- Николай Чинусов — барабаны (1982—1984)
- Виктор Зерников — труба (1983—1989)
- Георгий Власенко — клавишные (1983—1986)
- Александр Александров — фагот (1985—1987)
- Николай Арутюнов — вокал (1987—1988)
- Владимир Киселёв — барабаны (1988)
- Игорь Иванькович — барабаны (1999—2003)
- Владимир Матецкий — бас-гитара
- Алексей Белов (Вайт) — соло-гитара
- Михаил Соколов — барабаны
- Алексей Белов — аранжировка, соло-гитара
- Наталья Каракаш — вокал
- Николай Караченцов — вокал (1987)

### Звукорежиссёры и администраторы группы
- Алексей Панин (2011 — по настоящее время)
- Валерий Шаповалов (1972—1978)
- Валерий Спиртус (1978—1989)
- Виктор Пшеничный (1981—1984)
- Александр Львов (1985—1987)
- Александр Лукьянов (1988—1989)
- Марк Красовицкий (1974)
- Николай Агутин, отец Леонида Агутина
- Марк Бендерский (1978—1981)
- Михаил Митник (1981—1983)
- Владимир Дубовицкий, бывший муж Ирины Аллегровой
- Борис Крутоголов
- Виктор Зерников (1983—1989)
- Наталья Терехова (1996—2000)
- Олег Пронишев (1999—2002)
- Виталий Панченко (2006 — по настоящее время)

## Дискография
| Год выпуска | Название | Комментарий |
| ----------- | --- | --- |
| 1973        | Вокально-инструментальный ансамбль «Цветы» Сторона 1: 1. "Не надо (С. Дьячков — О. Гаджикасимов) 2. «Есть глаза у цветов» (О. Фельцман — Р. Гамзатов, перевод И. Козловского) Сторона 2: 1. «Звёздочка моя ясная» (В. Семёнов — О. Фокина) | Записана в 1972 и изначально выпущена в 1973 фирмой «Мелодия» как гибкая пластинка в бумажной обложке, позднее была переиздана на виниле. Издатель: «Мелодия» — Flexi-disc: ГД 0003663-4, винил: Д 00034545-6. |
| 1974        | Сингл: «Цветы» «Честно говоря», «Колыбельная», «Больше жизни», «Ты и я» | Записана в 1973 и выпущена в 1974 фирмой «Мелодия» Издатель: «Мелодия» — 33С 0004609—10. |
| 1977        | Сингл: Вокально-инструментальная группа «Красные маки», «Ах, мама», «Старый рояль», «Вечером» | Первый сингл группы Стаса Намина (после запрещения названия «Цветы») Издатель: «Мелодия» — С 62—08725-26 |
| 1980        | Сингл «Если нет тебя», «Но ты не знаешь», «Рано прощаться» | Группа Стаса Намина Издатель: «Мелодия» — 33 С62—12385-6. |
| 1980        | Сингл «Что-то есть в тебе такое», «Если вам понравится», «Летний вечер» | Группа Стаса Намина Издатель: «Мелодия» — 33 С 62—13651-52. |
| 1980        | Альбом «Гимн солнцу» | Первый авторский альбом Группы Стаса Намина. C 60—14203-4 |
| 1982        | Сингл: Группа Стаса Намина "Цветы" «Юрмала», «Пусть будет так», «Скажи мне „да“» | Записан в 1981. Издатель: «Мелодия» — C62—17257-58 |
| 1982        | Альбом «Регги-Диско-Рок» | Записан в 1981 году. Танцевальный альбом в стиле диско-регги-рок |
| 1983        | Альбом «Сюрприз для мсье Леграна» | Записан в 1981 году, на французском языке в стиле симфо-джаз |
| 1986        | «Мы желаем счастья вам!» (2 LP) | Записан в 1985. Издатель: Мелодия – С60 24305 006, С60 24307 004 |
| 1995        | «Цветы». Группа Стаса Намина. «1972 — 1979.». (CD) | Издатель: SNC Records — SNC Records-4010 |
| 2003        | Комиляция группа «Цветы». «Синглы 1972 — 1979 гг.». (CD) | Издатель: Dynamit Records — GLN 0272 |
| 2005        | Группа Стаса Намина «Цветы» «Ностальгия по настоящему. Лучшие песни за 30 лет. Юбилейный концерт с участием гостей. Двойной альбом» (2 CD)                                                                                                 | Аудиозапись юбилейного концерта с участием гостей в 2001 году. Вошли все лучшие песни группы за 30 лет и известные неизданные песни. Издатель: SNC Records — SNC0501; SNC0502. |
| 2005        | Группа Стаса Намина «Цветы» «Ностальгия по настоящему. Лучшие песни за 30 лет. Юбилейный концерт с участием гостей.» (2 DVD) | Запись юбилейного концерта в честь 30-летия группы. Издатель: SNC Records / Sploshnoff Music Group — DV1605SPL; DV1705SPL. |
| 2006        | Компиляция группы Стаса Намина «Цветы». «Летний вечер». (CD) | Издатель: Бомба Мьюзик — BoMB 033-247. Группа Стаса Намина «Цветы» исполняет песни на стихи Владимира Харитонова. |
| 2009        | Двойной альбом группы Стаса Намина «Цветы». «Назад в СССР» (2 CD) | Записан в 2009 году в Лондоне на студии Abbey Road В альбом вошли 24 известные и неизвестные песни, написанные в период с 1969—1983 г. Так же этот альбом был издан на двух грампластинках (лейбл SNC Records) в 2010 году тиражом 1000 экз. |
| 2011        | DVD альбом юбилейного концерта группы Стаса Намина «Цветы». «Цветы – 40 лет» | Запись юбилейного концерта «Цветов» с участием музыкантов ранних составов группы (живой звук). |
| 2011        | «Распахни своё окно», в который вошёл диск юбилейного концерта 40-летия группы «Цветы». (2 CD) | Альбом «Распахни своё окно» записан в 2010 году на студии Abbey Road. А также аудиозапись юбилейного концерта, который состоялся в зале «Крокус Сити Холл» с участием гостей в 2010 году. Запрещённые песни 1980-х годов. |
| 2012        | «Старинные русские деревенские песни». (CD) | Рок-версии старинных русских деревенских песен. С участием Сергея Старостина. |
| 2012        | «ЦВЕТЫ и МАШИНА» — альбом (DVD и CD) | В 2010 году, впервые за сорок лет, «Цветы» и «Машина времени» выступили в совместном концерте в Центре Стаса Намина в Зелёном театре и вместе сыграли свои известные песни. Альбом включает в себя 16 песен. |
| 2013        | Стас Намин & группа «Цветы». «Homo sapiens» — ч.1 концерта группы «Цветы» в Крокус Сити холле (живой звук), 2012 год. (DVD и CD) | Альбом включает в себя инструментальное вступление и 12 новых песен, представленных как рок-спектакль со своей внутренней драматургией, подкреплённой видеоинсталляцией. |
| 2013        | Стас Намин & группа «Цветы». «Flower power» — ч.2 концерта группы «Цветы» в Крокус Сити холле (живой звук), 2012 год. (DVD и CD) | Альбом включает в себя 13 песен: современные обработки известных хитов группы и новые песни, которые группа исполнила вместе со своими друзьями и гостями. |
| 2014        | Лирический CD-сингл Стас Намин & группа «Цветы». «Жить без тебя». | CD включает в себя 3 песни: новые «Жить без тебя» и «Она была» и песню конца 70-х — «Стучат колёса». |
| 2014        | Сингл «Политинформация». (CD) | Концертный CD включает в себя 3 песни, посвящённые сегодняшней политической жизни и событиям на Украине, исполненные 14 ноября 2014 в зале Arena Moscow: песня Намина «Пир во время чумы» или «Наливай!», песня Чеслава Немена «Этот странный мир» и песня Джона Леннона «Дай миру шанс» (Give Peace a Chance), которую группа исполняет с актёрами и детской студией театра Стаса Намина на английском, русском и украинском языках. |
| 2018        | Группа Стаса Намина «Цветы». «Назад в СССР. Том 1». (6 LP + 2 DVD) | Издатель: «Мелодия» — MEL LP 0072 |
| 2019        | Группа Стаса Намина «Цветы». «Назад в СССР. Том 2». (6 LP + 2 DVD) | Издатель: «Мелодия» — MEL LP 0073 |
| 2020        | Группа Стаса Намина «Цветы». «50 лет». (CD, LIVE) | Издатель: «Мелодия» — MEL CO 0616 |
| 2020        | Группа «Цветы». «Я не сдаюсь». (CD) | Издатель: «Мелодия» — MEL CO 0661 |
| 2021        | Группа Стаса Намина «Цветы». «50 лет. Лучшие песни». (CD) | Издатель: «Мелодия» — MEL CD 6002670 |
| 2021        | Стас Намин & группа «Цветы». «Летать». (CD) | Издатель: «Мелодия» — MEL CO 0901 |
| 2021        | Группа «Цветы». «Любовь». (Цифровое издание) | Издатель: «Мелодия» — MEL CO 0738 Песня «Любовь» является частью нового авторского альбома Стаса Намина, который был им написан в 2020 году, в сложный период так называемой «самоизоляции». Он с семьей жил на даче, ухаживал за деревьями и цветами, сидел у ручья и неожиданно сочинил девять новых песен. Это фактически первый авторский альбом Намина, в котором все песни, и стихи, и музыка, написаны им. Осенью 2021 года группа «Цветы» представит его и в записи, и в концертном исполнении, а сегодня — премьера одной из его песен — «Любовь». Новая песня Стаса Намина — это своеобразный гимн Любви, подобно гимну Счастью, написанному им в начале восьмидесятых. В ней простая мелодия и простые стихи, но они настолько искренни, что трогают сердце. |
| 2024        | Стас Намин. «Противостояние». (Цифровое издание, 6 CD) | Издатель: «Мелодия» — MEL CO 1491 Композитор Стас Намин не только является автором целого ряда легендарных песенных хитов, но и экспериментирует в самых разных музыкальных жанрах, в джазе, в этнической и симфонической музыке. Издание приурочено ко дню рождения музыканта 8 ноября и посвящено 55-летию группы «Цветы». |